# Jelley-Refraktometer
Das Jelley-Refraktometer ist ein nach seinem Erfinder Jelley benanntes Refraktometer und dient dazu, den Brechungsindex von Flüssigkeiten zu ermitteln.

Aufbau eines Jelley-Refraktometers

Ein durch eine Lampe beleuchteter, horizontal liegender Spalt S dient als sekundäre Lichtquelle. Wie aus der Abbildung zu entnehmen, fällt das Licht auf horizontalem Wege durch eine ebenfalls spaltförmige Öffnung O, hinter der ein Glas-Mikroprisma auf einen Glasträger aufgeklebt ist, so dass oben zwischen aufgeklebtem Prisma und Glasträger ein wiederum prismenförmiger Zwischenraum entsteht. In diesen füllt man einen winzigen Tropfen der zu untersuchenden Flüssigkeit.
Wenn der Brechungsindex von Flüssigkeit und Glas identisch sind, wird der Lichtstrahl gerade durch diese Anordnung durchgehen. In den anderen Fällen wird der Lichtstrahl nach oben oder unten abgelenkt. Wenn man nun durch die Öffnung O schaut, scheint der Lichtstrahl von unter- oder oberhalb der eigentlichen Beleuchtungsöffnung S zu kommen. Eine Skala zeigt dann direkt den Brechungsindex der Flüssigkeit an.
Die Wahl des Glasmaterials des Mikroprismas und dadurch dessen Brechungsindex beeinflusst den Messbereich der Anordnung. Entsprechend muss die Skala angepasst werden.

## Eigenschaften
Das Jelley-Refraktometer besteht aus einem mechanisch besonders einfachen, preiswert herstellbaren Aufbau, erzielt eine gute Präzision der Messergebnisse, und es werden nur sehr geringe Mengen der zu untersuchenden Flüssigkeit benötigt. Es ist dabei aber sehr empfindlich in der Handhabung, das Mikroprisma wird bei unsachgemäßer Handhabung leicht beschädigt.